# Eulasiona urtamira
Eulasiona urtamira là một loài ruồi trong họ Tachinidae.